# La Mémoire maritime des Arabes
Pour plus de détails, voir Fiche technique et Distribution.
La Mémoire maritime des Arabes  est un documentaire réalisé en 2000.

## Synopsis
Depuis et avant l’islam, les Arabes pratiquaient la haute mer, et naviguaient sur les océans. Cependant, une activité maritime s’accentue pour ce peuple réputé désertique au VIIe siècle, couvrant l’Espagne jusqu’à la Chine et les côtes africaines. Les récits de Sinbad s’appuient sur ces voyages maritimes. Comment passe-t-on du dos du dromadaire au navire ? La connaissance astronomique, l’impulsion du commerce et de la science donnent des éléments de réflexion dans ce film couvrant plusieurs siècles, avec d’éminents spécialistes, et un tournage dans 12 pays.
Le film parle des traces de Sinbad, et explore la célèbre route des épices sous un angle culturel qui met en évidence la rencontre entre les peuples et une culture homogène dans l'océan Indien.

## Fiche technique
- Réalisation : Khal Torabully
- Production : Chamarel Films, Productions La Lanterne
- Scénario : Khal Torabully
- Image : Philippe Fivet
- Montage : Roland Sapin
- Son : David et Bala
- Musique : Leo Morfun

## Distinctions
- ZIFF 2001
- Meilleur documentaire professionnel, Arab Media Film Festival,Caire,

Décembre 2010.